# Donjon de Cerny-lès-Bucy
Le donjon de Cerny-lès-Bucy est le dernier vestige d'une ancienne maison forte, du XVe siècle, ruinée pendant la guerre de Cent Ans, qui se dresse sur la commune de Cerny-lès-Bucy dans le département de l'Aisne en région Hauts-de-France.
Le donjon, l'emplacement des anciennes douves et la cave avec son accès font l'objet d'un classement au titre des monuments historiques par arrêté du 24 août 2004.

## Situation
Le donjon de Cerny-lès-Bucy est situé dans le département français de l'Aisne sur la commune de Cerny-lès-Bucy.

## Historique
Ce sont les Suzanne, seigneurs de Cerny jusqu'en 1593 qui construisent au XVe siècle la maison forte, qui sera ruinée pendant la guerre de Cent Ans.

## Description
Au XXIe siècle, le donjon de Cerny-lès-Bucy est le dernier vestige d'une ancienne maison forte qui se présentait sous la forme d'une enceinte rectangulaire à flanquement circulaires. Le donjon carré, inclus aujourd'hui dans les bâtiments d'une ferme, en dominait l'un des angles. Il a des murs épais d'environ 2 mètres et pour hauteur 13 mètres sous les mâchicoulis et 14,50 mètres sous le parapet. Il est construit en appareil de granit éclaté ajusté en litages réguliers que lie un épais mortier. À chaque niveau des façades sud et est, il s'éclaire par des fenêtres carrées à meneau ouvertes dans des embrasures voûtées en berceau. De très courtes archères en percent les quatre étages. Un parapet moderne en brique reposant sur une triple rangée de corbeaux en compose le couronnement. Dans les angles des échauguettes sur culot à trois boudins sont contournées par les mâchicoulis.